# Anders Mossling
Anders Mossling, född 20 juli 1963 i Vallentuna, är en svensk skådespelare.
Anders Mossling är utbildad skådespelare vid Scenstudion i Stockholm och Istituto di Arte Scenica i Italien. Han har varit verksam på teatrar i Norge, Danmark och Sverige sedan 1999, bland annat Det Kongelige Teater, Kulturhuset Stadsteatern och Uppsala stadsteater.
Tillsammans med sju andra skådespelare driver han konstnärskollektivet Verk Produksjoner i Oslo. Vid Guldbaggegalan 2017 vann han en guldbagge för Bästa manliga huvudroll för rollen som 11811 i Måns Månssons Yarden.

## Filmografi i urval
- 2016 – Yarden
- 2018 – Bron (TV-serie)
- 2018 – Gråzon (TV-serie)
- 2018 – The Rain (TV-serie)
- 2019 – Britt-Marie var här
- 2019 – Hidden – Förstfödd (TV-serie)
- 2020 – Bäckström (TV-serie)
- 2020 – Se upp för Jönssonligan
- 2021 – Älska mig (TV-serie)
- 2024 – Helikopterrånet (TV-serie)
- 2024 – Whiskey on the Rocks (TV-serie)
- 2024 – My Eternal Summer